# Vasilije Mokranjac
Vasilije Mokranjac (født 11. september 1923 i Beograd, Serbien - død 27. maj 1984) var en serbisk komponist, pianist, professor og lærer.
Mokranjac studerede klaver og komposition på Musikkonservatoriet i Beograd , hvor han senere blev professor og lærer i komposition.
Han har skrevet 5 symfonier, orkesterværker, kammermusik, scenemusik og klaverstykker etc.
Mokranjac anses for en af de vigtige klassiske komponister i Serbien i 1900-tallet.[kilde mangler]

## Udvalgte værker
- Symfoni nr. 1 (1961) - for orkester
- Symfoni nr. 2 (1965) - for orkester
- Symfoni nr. 3 (1967) - for orkester
- Symfoni nr. 4 (1972) - for orkester
- Symfoni nr. 5 "Næsten et digt" (1978) - for orkester
- Sinfonietta (1969) - for strygeorkester